# Ouverture festiva (Šostakovič)
L'Ouverture Festiva (Op. 96) in La maggiore di Dmitrij Šostakovič, originariamente concepita e scritta nel 1947 per celebrare i 30 anni passati dalla rivoluzione Russa del 1917, è stata eseguita solo sette anni più tardi, nel 1954, per i festeggiamenti del 37º anniversario, al teatro Bol'šoj.

## Storia
Il direttore del Bol'šoj, Vasily Nebolsin, in cerca di un nuovo brano per l'apertura del concerto, contattò il maestro Šostakovič appena pochi giorni prima del concerto. Il compositore mise a punto gli ultimi ritocchi dell'opera in soli tre giorni.
Alcuni commentatori ritengono che Šostakovič abbia scritto questa opera per celebrare la morte di Stalin, avvenuta nel '53. Probabilmente una falsità, visto che come è stato precedentemente detto l'opera risale al 1947.
I suoni ricalcano quelli ottocenteschi di Glinka e Korsakov, e addirittura è prevista una banda che rinforzi la fanfara alla fine del brano. 
L'overture inizia con una fanfara di ottoni. Successivamente da temi affidati ai legni si passa agli archi, che ricevono la melodia. Si raggiunge la tensione massima. Alla fine ritorna la fanfara iniziale. Qui Šostakovič decise di rinforzare la grande orchestra sinfonica con una banda.

## Discografia
- "Shostakovic, The symphonies", disco 2 Vladimir Ashkenazy, Royal Philharmonic Orchestra